# Lobelia chireensis
Lobelia chireensis là loài thực vật có hoa trong họ Hoa chuông. Loài này được A.Rich. mô tả khoa học đầu tiên năm 1850.